# Exército Sírio

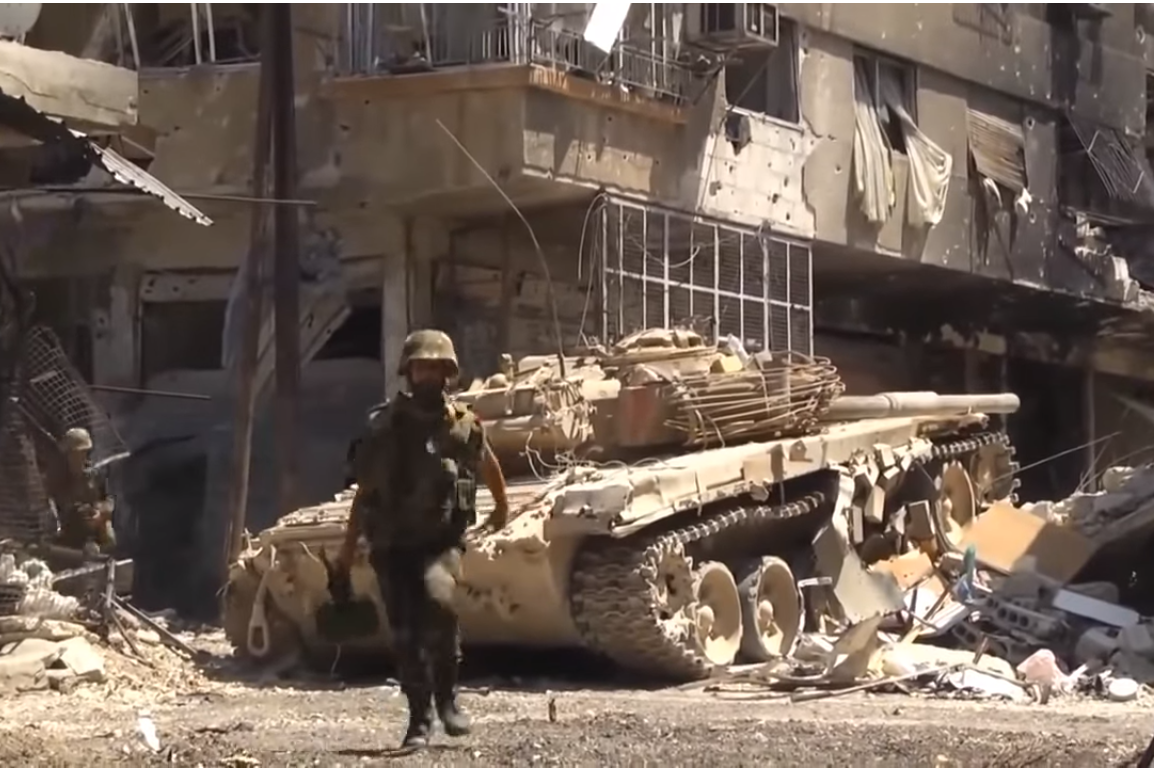
Um tanque T-72 do exército sírio lutando em Daraa, em 2015.

O Exército Sírio, oficialmente chamado de Exército Árabe Sírio, é o componente terrestre das Forças Armadas da Síria. É o maior e mais importante braço do serviço militar sírio, controlando boa parte dos postos de alto escalão do Comando e tem o maior número de combatentes em serviço, com aproximadamente 80% de todos os militares do país. O Exército Sírio foi fundado pelos franceses depois da Primeira Guerra Mundial, quando estes ganharam o controle da região após o conflito.
Historicamente, as forças sírias agiram primordialmente em defesa dos regimes vigentes. Em consequência, os militares acabavam colocando a defesa do governo como prioridade em detrimento dos direitos dos civis.
Em 2011, frente a violenta guerra civil que assolava o país, o governo do presidente Bashar al-Assad enviou várias unidades do Exército para reprimir a insurreição. O resultado foi centenas de mortes, a grande maioria de civis. As Nações Unidas e ativistas internacionais de direitos humanos culparam o Exército Sírio por dezenas de mortes, torturas e estupros. Em apoio aos manifestantes antigoverno, foi estimado que 40 mil soldados desertaram o regime e iniciaram uma luta armada contra seus antigos comandantes.
Durante a década de 2010, com apoio da Rússia e do Irã, o exército sírio manteve suas posições e garantiram a manutenção do regime por mais de uma década. Contudo, em 2024, a oposição síria lançou várias ofensivas pelo país, tomando várias cidades importantes. Em dezembro, a capital Damasco caiu nas mãos dos rebeldes. As forças armadas do regime Assad, formadas principalmente por conscritos, estavam desmoralizadas, com pouca verba e sem apoio dos aliados russos e iranianos. Após o presidente Bashar al-Assad fugir do país, o Comando do Exército Sírio informou aos soldados e oficiais que eles não estariam mais em serviço a partir de 8 de dezembro de 2024, após a queda do governo baathista.
Um novo Exército Sírio, liderado e formado em sua grande maioria por membros do Hay'at Tahrir al-Sham, estava sendo reconstruído em 2025.

## Galeria de fotos

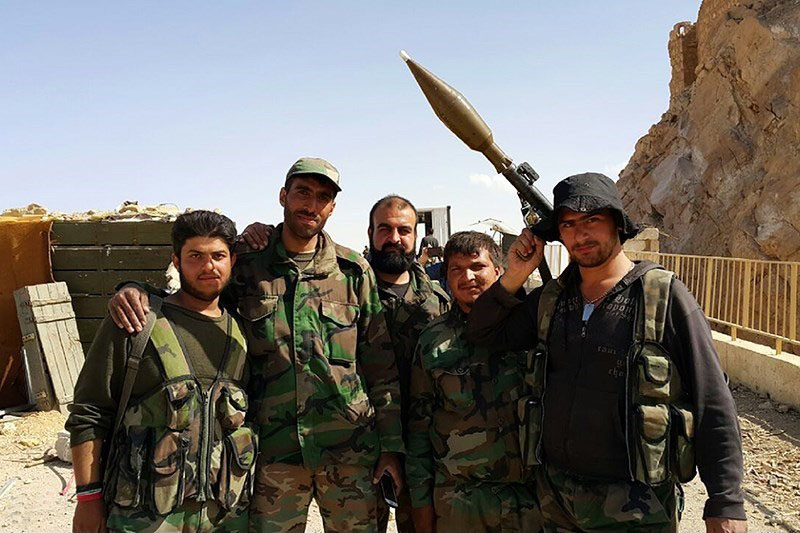
Soldados do regime Assad em Palmira.
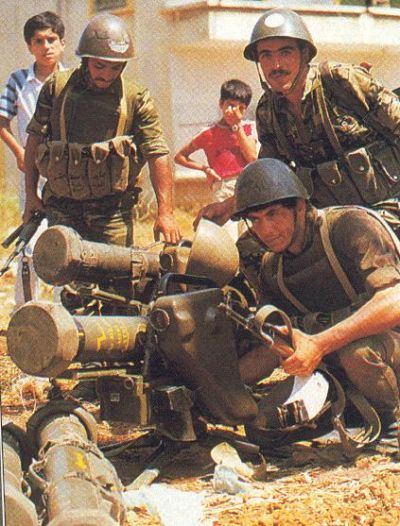
Militares da Síria no Líbano em 1982.
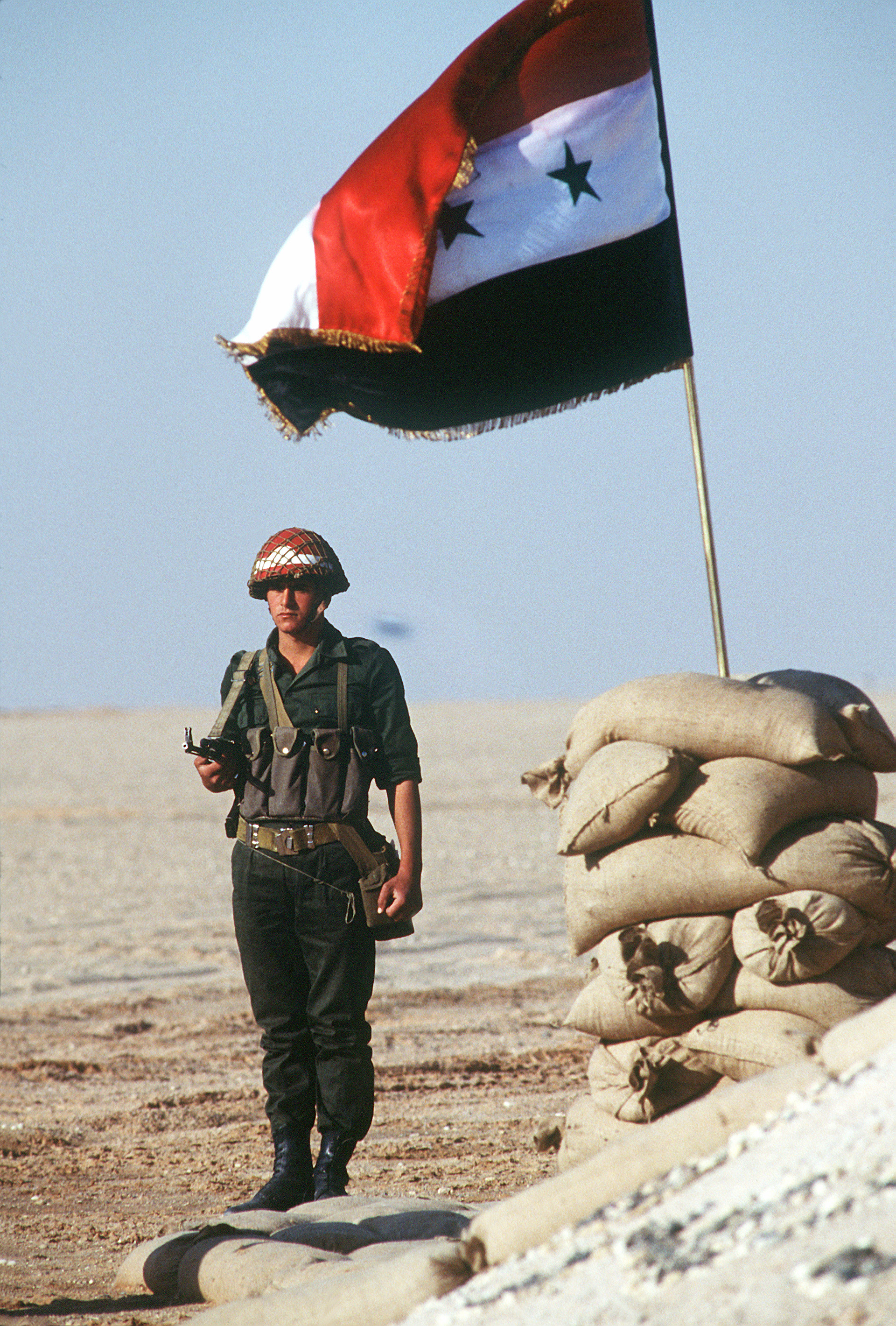
Um militar sírio em 1992.
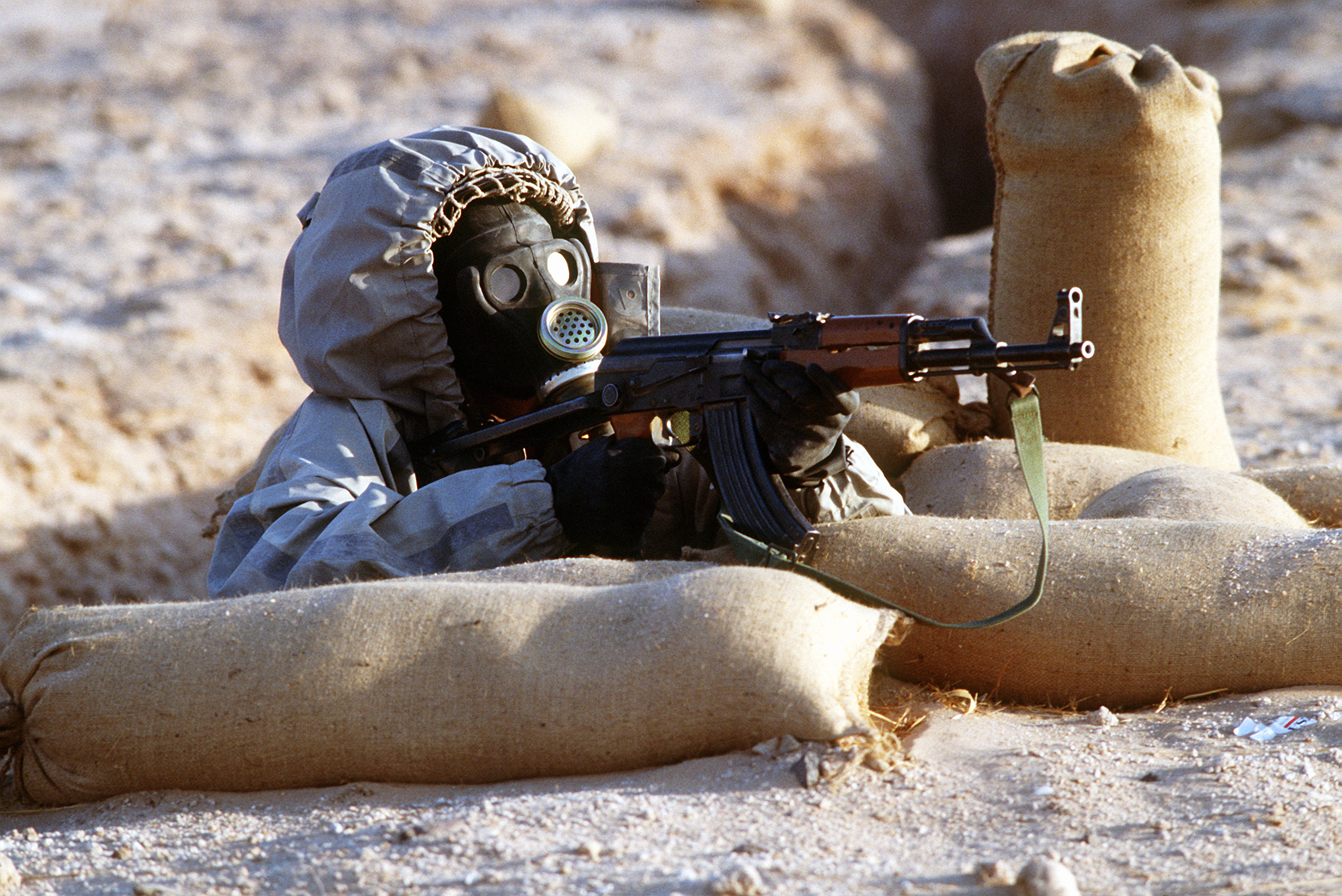
Um soldado sírio com sua AK-47.
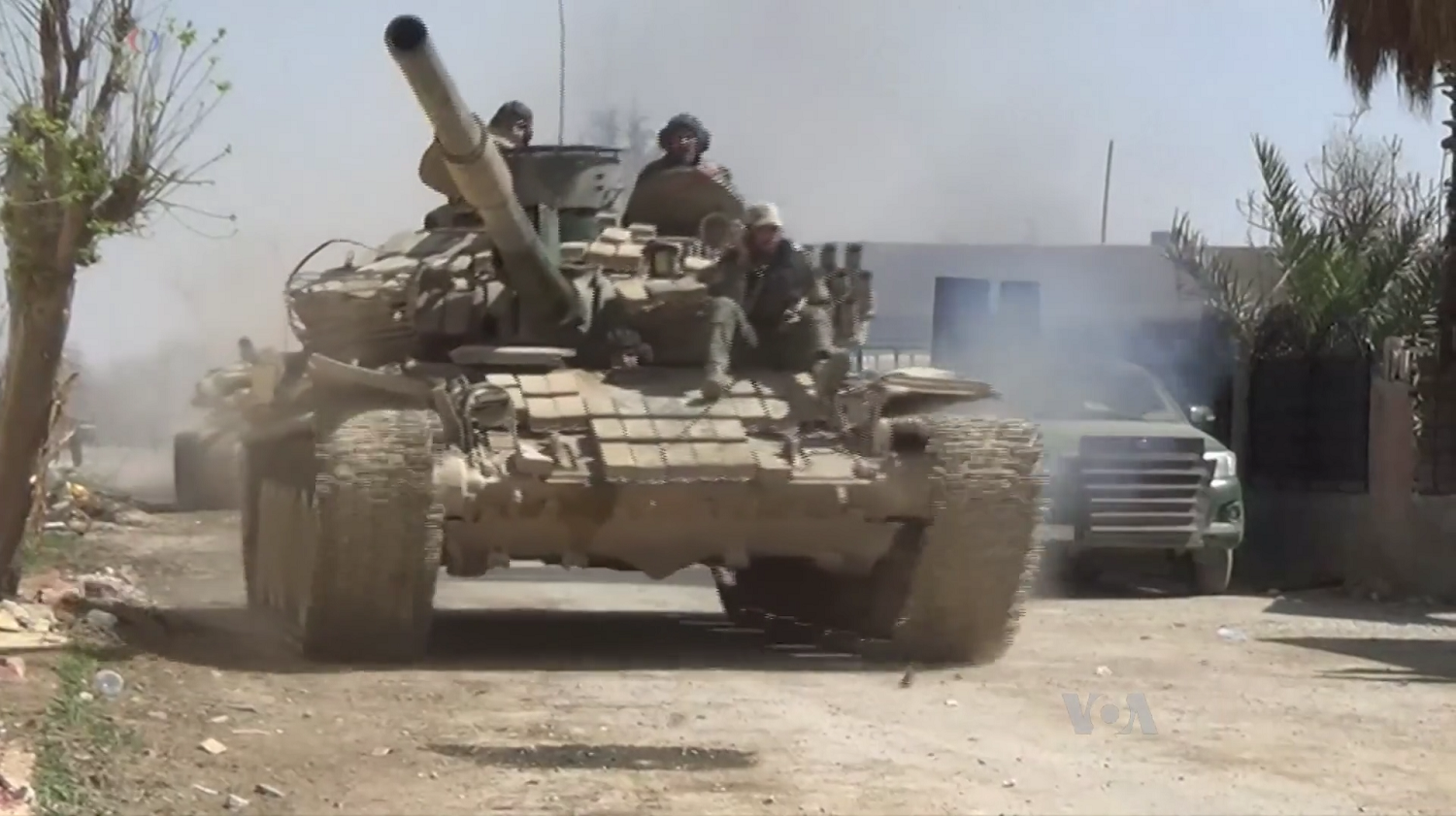
Um tanque T-72AV do exército sírio em 2018.